# Colostygia larentiaria
Colostygia larentiaria là một loài bướm đêm trong họ Geometridae.